# GHS izjava o opasnosti
Izjave o opasnosti čine deo Globalno harmonizovanog sistema klasifikacije i obeležavanja hemikalija (GHS). Njihova namena je da formiraju skup standardizovanih fraza o opasnostima hemijskih supstanci i smeša koje se mogu prevesti na različite jezike. Kao takve, one služe istoj svrsi kao i dobro poznate R-fraze, koje treba da zamene.
Izjave o opasnosti su jedan od ključnih elemenata za označavanje kontejnera prema GHS-u, zajedno sa:
- identifikacija proizvoda
- jedan ili više piktograma opasnosti (gde je potrebno)
- signalnu reč – bilo Opasnost ili Upozorenje – gde je potrebno
- izjave o merama predostrožnosti, koje ukazuju na to kako treba rukovati proizvodom da bi se smanjili rizici za korisnika (kao i za druge ljude i opšte okruženje)
- identitet dobavljača (koji može biti proizvođač ili uvoznik).

Svaka izjava o opasnosti je označena šifrom, koja počinje slovom H i nakon njega slede tri cifre. Izjave koje odgovaraju srodnim opasnostima grupisane su zajedno po kodnom broju, tako da numerisanje nije uzastopno. Šifra se koristi u referentne svrhe, na primer za pomoć pri prevodima, ali to je stvarna fraza koja treba da se pojavi na etiketama i bezbednosnim listovima.

## Literatura
- Globally Harmonized System of Classification and Labelling of Chemicals (Fourth revised изд.), New York and Geneva: United Nations, 2011, ISBN 978-92-1-117042-9, ST/SG/AC.10/30/Rev.2 ("GHS Rev.4")
- Globally Harmonized System of Classification and Labelling of Chemicals (Second revised изд.), New York and Geneva: United Nations, 2007, ISBN 978-92-1-116957-7, ST/SG/AC.10/30/Rev.2 ("GHS Rev.2")
- Hazardous Substances (Classification) Regulations 2001 (SR 2001/113) (New Zealand)
- Hazardous Substances (Identification) Regulations 2001 (SR 2001/124) (New Zealand)
- „Regulation (EC) No 1272/2008 of the European Parliament and of the Council of 16 December 2008 on classification, labelling and packaging of substances and mixtures, amending and repealing Directives 67/548/EEC and 1999/45/EC, and amending Regulation (EC) No 1907/2006”, OJCE (L353): 1—1355, 2008-12-31 (the "CLP Regulation")

## Spoljašnje veze
- Chemical Hazard & Precautionary Phrases in 23 European Languages, machine-readable and versioned